# Menyhért Lónyay

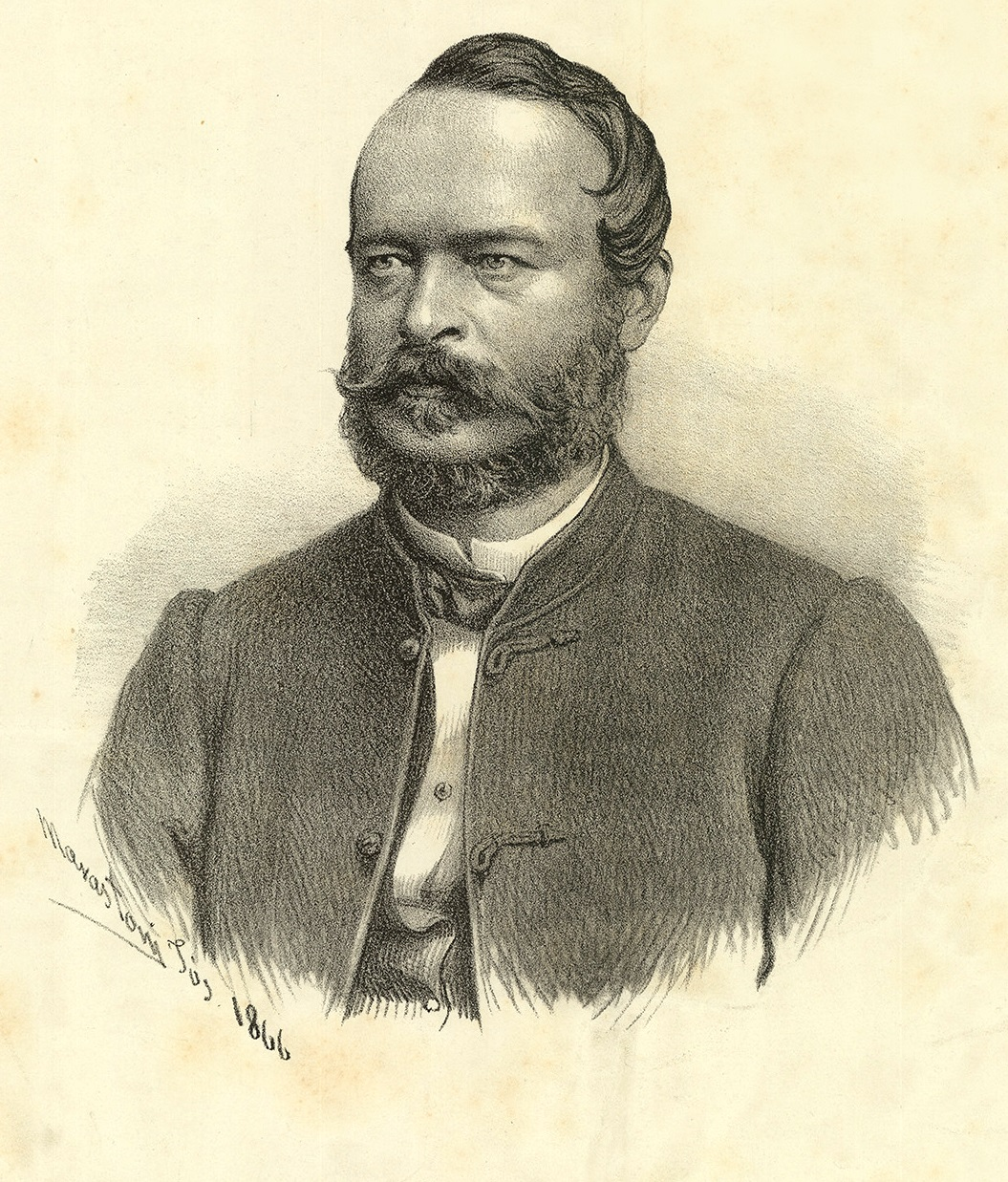
Menyhért Lónyay.

Conde Menyhért Lónyay de Nagylónya y Vásárosnamény, (en español: Melchor Lónyay) (nacido 6 de enero de 1822 en Lónya; muerto 3 de noviembre de 1884 en Budapest) era un político húngaro.

## Biografía
Miembro de la Dieta en 1843, ejerció en los días de la revolución de 1848 el cargo de subsecretario en el Ministerio de Hacienda, y , vencidos los insurrectos, hubo de salir de Hungría, refugiándose en París. Pero, amnistiado en 1850, volvió a Hungría, donde se consagró a restaurar las finanzas y la vida económica. En 1865 formó parte de la comisión de los Sesenta y Siete, que preparó el sistema dualista del Imperio, y aceptó la cartera de Hacienda (1867). Llamado a la presidencia del Consejo en 1871, presentó la dimisión en el año siguiente, y recobró su puesto en el Parlamento como individuo de la Cámara alta.

## Obras escritas
Publicó, con el título de Orszaggyülési beszédek (1873) una colección de los discursos que había pronunciado en la Asamblea Nacional desde 1861 hasta 1872, y dio además a la imprenta: Trabajos recientes de economía nacional; Opinión acerca de la Hacienda de Hungría; La cuestión de los Bancos; etc.
- Datos: Q701575
- Multimedia: Menyhért Lónyay / Q701575